# Hypostomus mutucae
Hypostomus mutucae är en fiskart som beskrevs av Knaack, 1999. Hypostomus mutucae ingår i släktet Hypostomus och familjen Loricariidae. Inga underarter finns listade i Catalogue of Life.